# Robbie Francevic
Robbie Francevic, född den 18 september 1941, är en nyzeeländsk före detta racerförare.

## Racingkarriär
Francevic vann ATCC 1986 för Volvo, då han blev den andre nyzeeländaren att vinna titeln efter Jim Richards. Han tävlade flera gånger i Bathurst 1000, dock utan större framgångar. Han blev invald i Nya Zeelands motorsport Hall of Fame 1994.